# ジョン・クライトン (1772-1833)
ジョン・クライトン閣下（英語: Hon. John Creighton、1772年6月28日 – 1833年5月10日）は、アイルランド王国出身の軍人、政治家。1797年から1800年までアイルランド庶民院議員を務めた。軍人としての最終階級は中佐。

## 生涯
初代アーン伯爵ジョン・クライトンと1人目の妻キャサリン（Catherine、旧姓ハワード（Howard）、1775年6月15日没、ロバート・ハワードの娘）の次男として、1772年6月28日に生まれた。
1784年4月17日、コルネット（騎兵少尉）として第5竜騎兵連隊に入隊、1789年12月31日に第8竜騎兵連隊に転じた。中尉に昇進したのち、1793年12月31日に第17竜騎兵連隊の大尉に昇進した。1795年11月21日、歩兵第124連隊の少佐への辞令を購入して昇進した。1801年1月1日に中佐に昇進、同年8月22日にハースト城総督に任命された。1804年までに半給になった。
1797年アイルランド総選挙でリフォード選挙区から出馬して当選、以降1800年までアイルランド庶民院議員を務めた。
1833年5月10日に死去した。

## 家族
1797年12月9日、ジェーン・ウェルドン（Jane Weldon、1849年11月30日埋葬、ウォルター・ウェルドンの次女）と結婚、3男5女をもうけた。
- ジェーン・アン（1798年10月19日 – 1828年5月19日） - 1820年8月20日、ロバート・ファウラー（Robert Fowler、1863年2月6日没、オソリー主教（英語版）ロバート・ファウラー（英語版）の息子）と結婚、子供あり[2]
- キャサリン（1800年2月5日 – 1860年10月14日） - 1825年5月31日、聖職者フランシス・サンダーソン（Francis Saunderson、1873年12月22日没）と結婚、子供なし[2]
- ヘレン（1801年6月26日 – 1875年1月11日） - 生涯未婚[2]
- ジョン（1802年7月30日 – 1885年10月3日） - 第3代アーン伯爵、初代ファーマナ男爵[2]
- ヘンリー（1804年10月1日 – 1864年2月23日） - 陸軍軍人。1849年7月24日、エリザベス・ホークショー（Elizabeth Hawkshaw、1860年10月30日没、ホークショー中佐の娘）と結婚、子供なし[2]
- シャーロット（1805年11月22日 – 1895年3月28日） - 生涯未婚[2]
- メアリー（1808年11月22日 – 1898年11月7日） - 1856年1月17日、ジョン・H・キング（John H. King）と結婚、子供なし[2]
- サミュエル（1811年1月9日 – 1863年4月9日） - ファーマナ民兵隊の中佐[2]